# Latobices

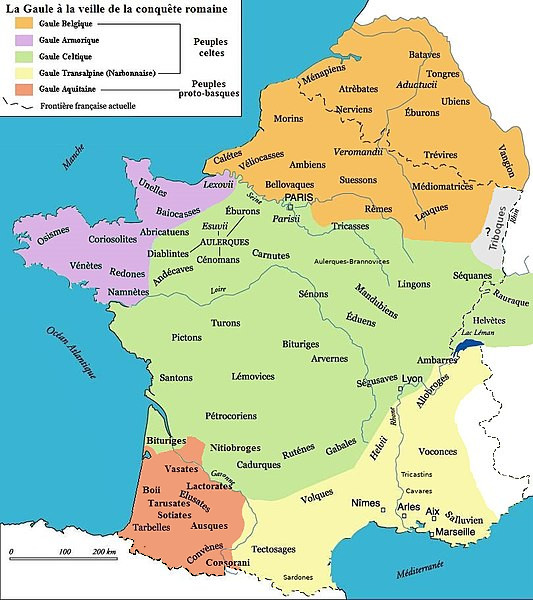
Carte des peuples gaulois.

Les Latobices (ou Latobriges, latinisé en Latovici ou Latobrigi) sont un peuple celte, voisins et probablement clients des Helvètes. Ils sont connus par quatre mentions de Jules César dans ses Commentaires sur la Guerre des Gaules (Livre I, 5, 25, 28 & 29).

## Protohistoire
Les Latobices, avec les Rauraques, les Tulinges et les Boïens accompagnent les Helvètes, commandés par Divico, dans leur migration vers l’ouest de la Gaule. Après la mort d’Orgétorix, les Helvètes persistent dans leur décision d’abandonner leur territoire et de s’installer en Saintonge, brûlant leurs 12 villes et leurs 400 villages.
Jules César affronte cette confédération en 58 av. J.-C. une première fois sur le territoire des Séquanes, puis à la bataille de Bibracte. La défaite les contraint à retourner sur leur territoire d’origine, à l’exception des Boïens qui s’installent chez les Éduens. Les Latobices auraient été au nombre de 14 000 durant cette tentative de migration.

## Sources
1. ↑  Emmanuel Arbabe, « Du peuple à la cité : vie politique et institutions en Gaule chevelue depuis l'indépendance jusqu'à la fin des Julio-Claudiens », Thèse de doctorat en Histoire, Paris 1,‎ 12 mars 2013 (lire en ligne, consulté le 7 novembre 2023)

- Venceslas Kruta, Les Celtes, Histoire et Dictionnaire, Éditions Robert Laffont, coll. « Bouquins », Paris, 2000,  (ISBN 2-7028-6261-6).
- John Haywood (intr. Barry Cunliffe, trad. Colette Stévanovitch), Atlas historique des Celtes, éditions Autrement, Paris, 2002,  (ISBN 2-7467-0187-1).
- Consulter aussi la bibliographie sur les Celtes et la bibliographie de la mythologie celtique.

## Wikisource
- Jules César, Commentaires sur la Guerre des Gaules